# Boon Edam
Boon Edam (fullständigt namn ”Royal Boon Edam International”) är ett holländskt familjeföretag som verkar över hela världen inom tillverkning av entrélösningar. Företaget grundades 1873 av snickaren Gerrit Boon i Amsterdam och flyttade senare verksamheten till staden Edam 1970, där företaget ännu verkar.
Koncernen har mer än 1400 anställda i 20 olika länder och har tillverkningsanläggningar i Nederländerna, USA och Kina. Företaget har distributörer i över 50 länder. I Sverige bedrivs verksamheten genom bolaget Boon Edam Sweden AB, med kontor i Solna.